# Ton Kham
Re Ton Kham, detto anche Upagnuvarat II, il cui nome regale fu Samdach Brhat Chao Dharmakama Raja Sri Sadhana Kanayudha  (Vientiane, ... – Vientiane, 1637), è stato il ventisettesimo sovrano del Regno di Lan Xang, la cui capitale era Vientiane, nell'odierno Laos centrale.
Fu proclamato re dopo la morte del predecessore e padre Mom Keo, in un periodo in cui le lotte interne tra le fazioni della nobiltà stavano turbando la stabilità del regno.
Le cronache che lo menzionano  provengono dagli antichi annali di Lan Xang, di Lanna, di Ayutthaya e di Birmania, che differiscono tra loro. Gli annali di Lan Xang furono tradotti in altre lingue ed interpretati in diversi modi, dando luogo a controversie sull'attendibilità dei riferimenti storici. La principale tra le critiche che determinarono il cambiamento del testo originale, fu dettata dalla convinzione che molti degli avvenimenti storici fossero stati omessi o distorti nell'edizione originale a maggior gloria del regno. Gli avvenimenti e le date relative alla vita di Ton Kham non sono quindi pienamente attendibili.

## Biografia
Nato con il nome di principe Dharma o anche Ton, era il primogenito di re Mom Keo e fu proclamato viceré ed erede al trono dal padre nel 1627 con il titolo di upagnuvarat. Nel 1633, alla morte di Mom Keo, divenne il suo successore con il nome regale Ton Kham. Come era già successo al re Upagnuvarat I, anche Ton Kham, in virtù del suo precedente titolo di viceré, fu chiamato dai sudditi anche Upagnuvarat II. Il nuovo sovrano ebbe tre figli, i principi Som Phu, Bun Su e Surigna Kuman, quest'ultimo sarebbe divenuto sovrano nel 1638 con il nome regale Surigna Vongsa ed avrebbe portato Lan Xang al periodo di massimo splendore.
Anche durante il regno di Ton Kham gravi furono i conflitti tra i più importanti clan nobiliari della corte di Vientiane, ognuno dei quali tramava per usurpare il trono allargando la cerchia dei propri alleati e formando una propria milizia. In quel periodo il regno si indebolì e la popolazione risentì pesantemente della situazione. Molti degli abitanti avevano abbandonato l'impoverita capitale e si erano trasferiti sulla sponda opposta del Mekong già durante il regno del padre. I suoi stessi figli entrarono in competizione tra loro per assicurarsi la supremazia e l'eventuale diritto a salire sul trono.
Nei 4 anni del regno di Ton Kham non si registrarono altri eventi di grande rilievo. Il sovrano morì nel 1637 e gli succedette sul trono il fratello minore Viksai.

## Genealogia
La linea dinastica di Ton Kham avrebbe quasi sempre mantenuto il potere nei decenni successivi. I suoi discendenti avrebbero fondato anche i Regni di Vientiane, di Luang Prabang e di Champasak. Ton Kham ebbe tre figli:
- Il principe Somaputra detto anche Somphu, che fuggì quando il fratello minore Surigna Vongsa salì al trono. Si rifugiò a Huế, dove risiedeva la corte dei signori Nguyen, che controllavano il Vietnam centro meridionale. Somphu morì a Huế nel 1688. Ebbe due figli, di cui il primo dalla nipote Sumangala:
  - Il principe Sadet Jaya Anga Hue, detto anche Sai Ong Hue, figlio della principessa Sumangala, che nel 1698 sarebbe tornato a Lan Xang alla testa di un'armata vietnamita salendo al trono con il nome regale Setthathirat II. Dopo il frazionamento del regno nel 1707, divenne il primo sovrano del Regno di Vientiane
  - Il principe Sadet Chao Jaya Anga Long, detto anche Ong Long e Sai Ong Viet, che divenne il viceré di Luang Prabang durante il regno del fratello, per poi fuggire a Vientiane nel 1705 durante la rivolta che provocò il frazionamento di Lan Xang
- Il principe Bun Saya, detto anche Bun Su, costretto a ritirarsi a vita monacale dopo l'ascesa al trono di Surigna Vongsa
- Il principe Surignalinga Kumara, detto anche Surigna Kuman, che divenne re di Lan Xang nel 1638 con il nome regale Surigna Vongsa, succedendo allo zio Viksai. Regnò fino al 1690 ed ebbe tre figli:
  - Il principe Ratsavuth, suo erede al trono, fatto giustiziare per adulterio, si era sposato con la figlia del re di Chiang Hung, che gli aveva dato tre figli:
    - Il principe Kitsarat, che sarebbe diventato il primo sovrano del Regno di Luang Prabang nel 1707
    - Il principe Ong Nok
    - Il principe Inta Som, che sarebbe diventato il terzo sovrano del Regno di Luang Prabang nel 1723

  - La principessa Sumangala, che andò in sposa allo zio Somphu, rifugiatosi in Vietnam, dal quale ebbe il suddetto figlio Setthathirat II. Si sposò in seconde nozze con Sentip, detto anche Phya Senadivya, da cui ebbe due figli:
    - Il principe Ong Nong
    - Il principe Nokasat, che divenne il primo sovrano del Regno di Champasak nel 1713 con il nome regale Soi Sisamut

  - La principessa Kumari, nel 1694 sposò l'usurpatore Tian Thala, che regnò dal 1690 al 1695